# Liuhang
Liuhang (chiń. 刘行站) – stacja metra w Szanghaju, na linii 7. Zlokalizowana jest pomiędzy stacjami Panguang Lu i Gucun Gongyuan. Została otwarta 30 czerwca 2011.